# 日本歯科大学新潟短期大学
日本歯科大学新潟短期大学（にほんしかだいがくにいがたたんきだいがく、英語: The Nippon Dental University College at Niigata）は、新潟県新潟市中央区浜浦町1-8に本部を置く日本の私立大学。1983年創立、1987年大学設置。大学の略称は日歯新潟短大。

## 概観

### 大学全体
- 新潟県新潟市中央区に所在する日本の私立短期大学で、設置主体は学校法人日本歯科大学。
- 旧来の専門学校を発展改組する形で1987年に学科数1、入学定員50名にて開学[1]。それ以来、学科は歯科衛生学科のみ、専攻科には3専攻が設置されている。

### 教育および研究
- 日本歯科大学新潟短期大学では、歯科衛生士養成に力をいれている。｢口腔解剖学｣・｢口腔解剖学実験｣・｢予防的歯石除去実習｣・｢歯科診療補助実習｣・｢歯科診療実習｣・｢臨床実習｣など歯科診療のエキスパートして必要な科目を学ぶ。開学以来、国家試験合格率100%を維持してきている。修業年限は昼間部3年制。
- 専攻科歯科衛生専攻では、臨床研修コース（1年制）と学士の学位取得支援コース（2年制）がある。後者では明星大学通信教育部のカリキュラムを受講することで取得が可能となっている。

### 学風および特色
- 日本歯科大学新潟短期大学は日本歯科大学新潟生命歯学部の構内にあり、同歯学部との連携は強く、教員は歯科大学との兼任者が多い。

## 沿革
- 1907年 私立共立歯科医学校創立
- 1909年 私立日本歯科医学校と改称。同年私立日本歯科医学専門学校に昇格
- 1920年 財団法人日本歯科医学専門学校となる
- 1947年 日本歯科大学（旧制）に昇格、大学予科を開設
- 1951年 学校法人日本歯科大学となる
- 1952年 日本歯科大学（新制）となる
- 1983年 日本歯科大学附属新潟専門学校（歯科衛生士科）開校[2]。
- 1986年
  - 12月23日 左記を以て文部省[注 1]より短期大学の設置が認可される[3]。
- 1987年
  - 4月1日 日本歯科大学新潟短期大学が以下の学科体制にて開学する[4]。
    - 歯科衛生学科 入学定員50名

  - 5月1日 学生数[5]/定員[6]
    - 歯科衛生学科 54[注釈 1]/50
- 1988年
  - 5月1日 学生数[7]/定員
    - 歯科衛生学科 107[注釈 1]/100
- 1992年
  - 5月1日 学生数[8]/定員
    - 歯科衛生学科 120[注 2]/100
- 1997年
  - 4月1日 専攻科に歯科衛生専攻が設置される[10]。
- 1999年
  - 5月1日 学生数[11]/定員
    - 歯科衛生学科 116[注釈 1]/100
- 2000年
  - 4月1日 歯科衛生学専攻の入学定員を10→20に増員[12]。
- 2002年
  - 4月1日 歯科衛生学科が3年制に移行[13]。
- 2005年
  - 4月1日 専攻科が2年制を併設（2年制の学士取得支援コースと1年制の臨床研修コースに分離）[14]
- 2011年
  - 4月1日 専攻科が独立行政法人大学評価・学位授与機構認定専攻科へ移行[15]。
- 2014年
  - 4月1日 専攻科に以下の課程を置く[16]。
    - 在宅歯科医療学専攻
    - がん関連口腔ケア学専攻
- 2025年
  - 4月1日 歯科技工学科開設予定

## 基礎データ

### 所在地
- 新潟県新潟市中央区浜浦町1-8

### 交通アクセス
- JR越後線関屋駅下車。
- JR新潟駅よりバスを利用。「浜浦町」バス停留所から徒歩すぐ。

### 象徴
- 日本歯科大学新潟短期大学のカレッジマークは日本歯科大学のものと同じものを使用している。

## 教育および研究

### 組織

#### 学科
- 歯科衛生学科
- 歯科技工学科（令和7年4月開設）

#### 専攻科
- 歯科衛生学専攻
- 在宅歯科医療学専攻
- がん関連口腔ケア学専攻

#### 別科
- なし

##### 取得資格について
- 歯科衛生士受験資格が得られる。ほか追加履修すれば、訪問介護員二級資格も取得できる。

### 研究
- 阿部, 邦昭,『1992年ニカラグマにおける地震とその津波に関する調査研究』[17]。
- 伊勢村, 知子,『ヒト唾液高プロリン含有蛋白質P-Bの分子遺伝学的ならびに系統発生学的研究』[18]ほか。

## 学生生活

### 部活動・クラブ活動・サークル活動
- 日本歯科大学新潟短期大学のクラブ活動は新潟生命歯学部学生と合同で体育系・文化系クラブが様々ある。

### 学園祭
- 日本歯科大学新潟短期大学の学園祭は「浜浦祭」と呼ばれ毎年、概ね 6月に行われている。

## 大学関係者と組織

### 大学関係者組織
- 「日本歯科大学新潟短期大学校友会」なる卒業生組織がある。

## 施設

### キャンパス
- 短期大学独自のキャンパスがある。

## 対外関係

### 系列校
- 日本歯科大学
- 日本歯科大学東京短期大学

## 卒業後の進路について

### 就職について
- 歯科衛生学科：診療所をはじめ歯科医療機関に就職する人が大半である。

### 編入学・進学実績
- 日本歯科大学新潟短期大学専攻科ほか